# Marcy Barge
Marcy Mason Barge (1950) es un profesor de matemática en la Universidad Estatal de Montana - Bozeman, desarrollando actividades académicas y científicas en su Departamento de Matemática.
En 19B0, Barge recibió su Ph.D. por la Universidad de Colorado en Boulder.

## Algunas publicaciones
- Marcy Barge, Krystyna Kuperberg. 1999. Geometry and Topology in Dynamics: AMS Special Session on Topology in Dynamics Held in Winston-Salem, NC, 9-10 de octubre de 1998: AMS-AWM Special Session on Geometry in Dynamics Held in San Antonio, TX, 13-16 de enero de 1999. Contemporary mathematics 246: 1-252 - Am. Mathematical Soc. Editó Marcy Barge, Krystyna Kuperberg. Publicó Am. Mathematical Soc. ISBN	0821819585, ISBN 9780821819586

- Marcy Barge, Morton Brown. 1991. Problems in dynamics on continua, Continuum Theory and Dynamical Systems (Arcata, CA, 1989) Contemp. Math. 117: 177-182, Amer. Math. Soc. Providence, RI.

- Marcy Barge, Joe Martin. 1984. Chaos, Periodicity, and Snakelike Continua. MSRI (Series) 84 (14): 1-16. Publicó Mathematical Sci. Res. Institute.

- Marcy Barge. 1980. A Qualitative Analysis of the Rikitate Equations. Publicó Univ. of Colorado at Boulder, 108 p.

### Capítulos de libros
- 2012. From Topology to Computation: Proceedings of the Smalefest. Eds. Morris W. Hirsch, J.E. Marsden, Michael Shub. Ed. ilustrada de Springer Sci. & Business Media, 605 P. ISBN 1461227402, ISBN 9781461227403

- 2005. Algebraic and Topological Dynamics: Algebraic and Topological Dynamics, 1 de mayo-31 de julia 2004, Max-Planck-Institut Für Mathematik, Bonn, Contemporary mathematics 385 - American Mathematical Soc. ISSN 0271-4132. Autores S.F. Koli͡ada, Thomas Ward, I. Manin, ed. ilustrada de Am. Mathematical Soc. 364 p. ISBN 0821837516, ISBN 9780821837511

- 1993. Continuum Theory & Dynamical Systems Lecture Notes in Pure and Applied Mathematics. Ed. Thelma West. Publicó CRC Press, 312 p. ISBN 0849306744, ISBN 9780849306747

## Honores
- 2012: elegido miembro de la American Mathematical Society.[3]